# Sant Domènec de les Puelles
Sant Domènec de les Puelles és una església neoclàssica d'Agramunt (Urgell) inclosa a l'Inventari del Patrimoni Arquitectònic de Catalunya.

## Descripció
Al centre del petit poble de Les Puelles es troba l'església de Sant Domènec. És de planta rectangular, absis pla i teulada a doble vessant amb el carener perpendicular a la façana principal. Al centre de la façana hi ha la porta d'arc de mig punt adovellat; a la clau de l'arc hi ha un relleu on apareix la data 1862. La porta està coronada per un timpà triangular amb l'interior buit. Per sobre la porta hi ha un petit òcul i la façana queda rematada per un gran timpà triangular. Pel costat dret de la façana sobresurt un campanar de torre de planta quadrangular. A la part superior s'obre a cada cara una finestra d'arc de mig punt on s'ubiquen les campanes i està coronat per una teulada triangular i pinacles als angles. El parament és de maçoneria irregular, tret de les pedres cantoneres que són carreus ben escairats. La part superior del campanar sembla feta amb carreus aprofitats de construccions antigues.